# Versicherungsnummer

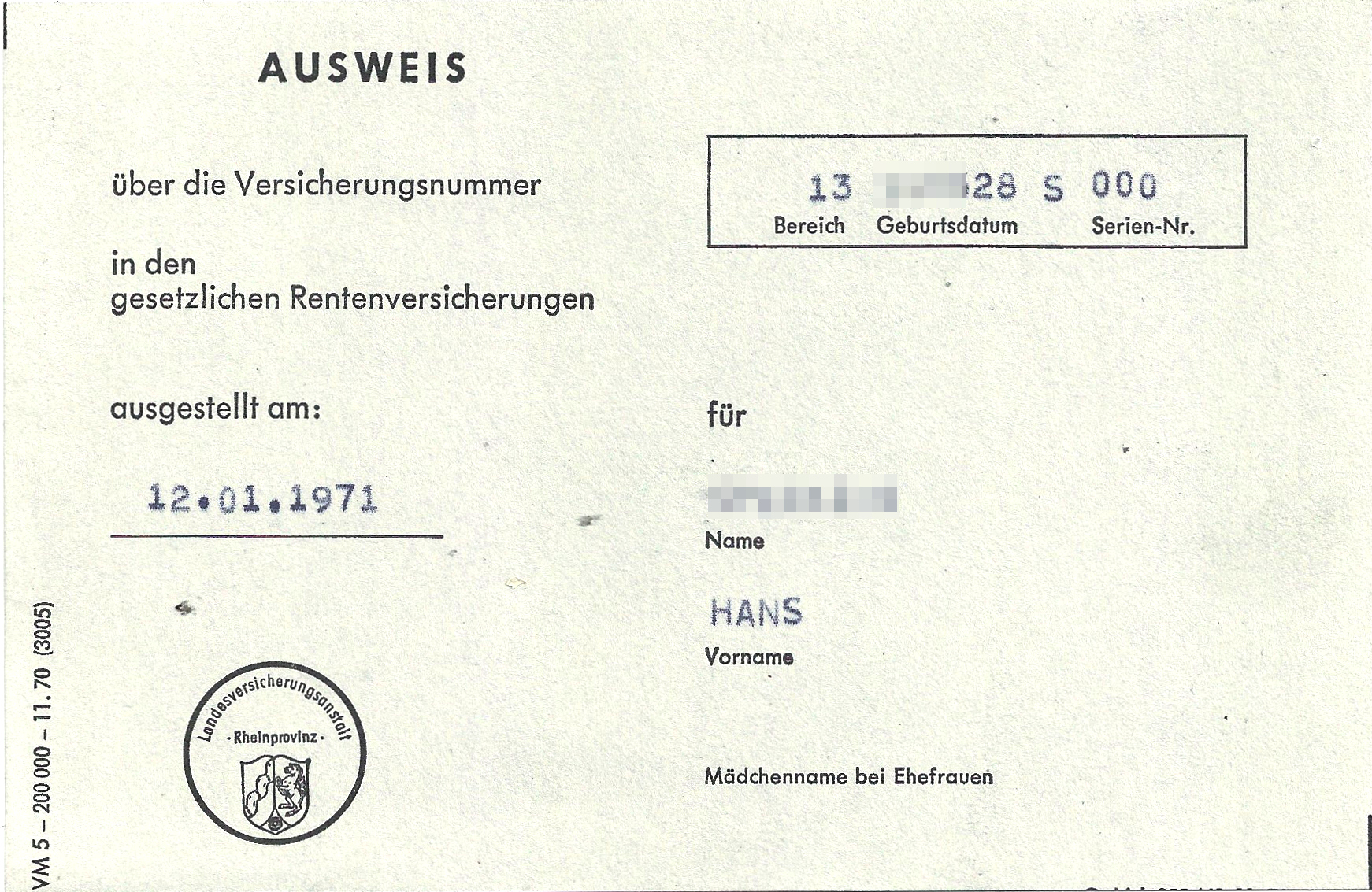
Ausweis über die Versicherungsnummer, 1971, ausgegeben von der Landesversicherungsanstalt Rheinprovinz

Die Rentenversicherungsnummer (RVNR) ist ein aus Buchstaben und Ziffern bestehendes Kennzeichen zur Identifikation von versicherten Personen in der Gesetzlichen Rentenversicherung der Bundesrepublik Deutschland.
Der Sozialversicherungsausweis enthält nach § 18h Abs. 1 SGB IV die Rentenversicherungsnummer. Die (Renten-)Versicherungsnummer ist nicht mit der Krankenversichertennummer der Gesetzlichen Krankenversicherung identisch.

## Allgemeines
Im Zuge des Aufbaus der elektronischen Datenverarbeitung wurde am 15. Februar 1964 durch die „Allgemeine Verwaltungsvorschrift zur Einführung einer Versicherungsnummer in der gesetzlichen Rentenversicherung“ des Bundes die Grundlage für eine Versicherungsnummer in der Bundesrepublik Deutschland geschaffen. Weitere Regelungen enthielt die „Allgemeine Verwaltungsvorschrift über Versicherungsnummern in der gesetzlichen Rentenversicherung“ vom 27. Dezember 1967, wonach von den Trägern der gesetzlichen Rentenversicherung (damals BfA, LVA, Bundesbahnversicherungsanstalt, Seekasse und Knappschaft) Versicherungsnummern für alle ab dem Jahr 1947 geborenen Versicherten zu vergeben waren. Den vor 1947 Geborenen konnten die Rentenversicherungsträger freiwillig Nummern zuordnen. Die Vergabe erfolgte auf Antrag des Versicherten, seines gesetzlichen Vertreters oder seines Arbeitgebers bei der in der Vorschrift genannten zuständigen Ausgabestelle. Bei erstmaliger Aufnahme einer sozialversicherungspflichtigen Beschäftigung erhielt der Antragsteller seine Versicherungsnummer gleichzeitig mit der Ausgabe der Versicherungskarte; war diese bereits ausgestellt, so wurde sie um die Nummer ergänzt. Der Aufbau war – bis auf die noch fehlende Prüfziffer – derselbe wie heute.:416–417
1967 wurde die Verwendung der Versicherungsnummer dann in der Reichsversicherungsordnung geregelt. 1992 erfolgte dann die bis heute gültige Regelung im Sozialgesetzbuch.
Die Versicherungsnummer wird von den Trägern der Deutschen Rentenversicherung vergeben. Die Vergabe erfolgt von Amts wegen, wenn eine Person ein Versicherungskonto in der gesetzlichen Rentenversicherung erhält. Jede Person erhält eine individuelle Versicherungsnummer und behält diese grundsätzlich ihr Leben lang.
Ab dem 1. Juni 2005 wird im Rahmen der Einführung einer individuellen bundeseinheitlichen Krankenversichertennummer, die auf der verschlüsselten Rentenversicherungsnummer basiert, für jedes Mitglied der gesetzlichen Krankenversicherung eine RV-Nummer vergeben. Das bedeutet, dass zukünftig schon Neugeborene eine RV-Nummer erhalten. Für diesen Personenkreis wird der Sozialversicherungsausweis jedoch erst mit der erstmaligen Aufnahme einer Erwerbstätigkeit erstellt.
Notwendig ist die Vergabe einer Versicherungsnummer für alle Bürger aufgrund der Einführung der elektronischen Gesundheitskarte, welche sukzessive ab 1. Januar 2006 in der Gesetzlichen Krankenversicherung eingeführt werden sollte.

## Zweck
Die Versicherungsnummer dient ähnlich wie ein Aktenzeichen als Identifikations- und Ordnungsmerkmal. Im Gegensatz zu einem Aktenzeichen zeichnet sie sich jedoch durch zwei besondere Merkmale aus:
- Die Versicherungsnummer ändert sich grundsätzlich niemals; sie begleitet den Versicherten durch sein ganzes Leben.
- Aus der Nummer selbst lassen sich Rückschlüsse auf bestimmte Merkmale des Versicherten ziehen.

## Aufbau

### Aufbau der Ziffern von der Bereichsnummer bis zur Seriennummer
Der Aufbau der Versicherungsnummer ist in § 147 des Sechsten Buches Sozialgesetzbuch gesetzlich festgelegt. Die Einzelheiten sind in § 2 der Verordnung über die Versicherungsnummer, die Kontoführung und den Versicherungsverlauf in der gesetzlichen Rentenversicherung geregelt. Die Rentenversicherungsträger dürfen von diesen Festlegungen nicht abweichen.
Die Versicherungsnummer ist stets zwölfstellig. Beispiel: 15 070649 C 103. Sie setzt sich wie folgt zusammen:
| Stelle | Bedeutung                                                                                              | Beispiel |
| ------ | --- | -------- |
| 1–2    | Bereichsnummer des Rentenversicherungsträgers (s. u.)                                                  | 15       |
| 3–4    | Geburtstag des Versicherten                                                                            | 07       |
| 5–6    | Geburtsmonat des Versicherten                                                                          | 06       |
| 7–8    | Geburtsjahr des Versicherten                                                                           | 49       |
| 9      | Anfangsbuchstabe des Geburtsnamens des Versicherten                                                    | C        |
| 10–11  | Seriennummer (00–49 = männlich, 50–99 = weiblich oder divers oder offen gelassener Geschlechtseintrag) | 10       |
| 12     | Prüfziffer                                                                                             | 3        |

Umlaute am Namensbeginn des Geburtsnamens werden aufgelöst, fremdsprachige Sonderzeichen durch vergleichbare deutsche Buchstaben ersetzt, Kleinbuchstaben in Großbuchstaben umgesetzt. Inzwischen werden auch vom Geburtsnamen abweichende Buchstaben verwendet.
Für den seltenen Fall, dass unter einer Bereichsnummer mehr als 50 Personen mit dem gleichen Anfangsbuchstaben des Nachnamens am gleichen Tag geboren wurden, wird der Geburtstag des Versicherten mit einem Offset versehen, der zu einem Wert außerhalb üblicher Datumsangaben führt z. B. 32.
Die Bereichsnummer des Rentenversicherungsträgers lässt sich wie folgt zuordnen:
| Bereichsnummer | Rentenversicherungsträger nach Region bzw. Bereich                                                                                    |
| -------------- | --- |
| 02             | Deutsche Rentenversicherung Nord (Mecklenburg-Vorpommern)                                                                             |
| 03             | Deutsche Rentenversicherung Mitteldeutschland (Thüringen)                                                                             |
| 04             | Deutsche Rentenversicherung Berlin-Brandenburg (Brandenburg)                                                                          |
| 08             | Deutsche Rentenversicherung Mitteldeutschland (Sachsen-Anhalt)                                                                        |
| 09             | Deutsche Rentenversicherung Mitteldeutschland (Sachsen)                                                                               |
| 10             | Deutsche Rentenversicherung Braunschweig-Hannover (Hannover)                                                                          |
| 11             | Deutsche Rentenversicherung Westfalen                                                                                                 |
| 12             | Deutsche Rentenversicherung Hessen |
| 13             | Deutsche Rentenversicherung Rheinland (Rheinprovinz)                                                                                  |
| 14             | Deutsche Rentenversicherung Bayern Süd (Oberbayern)                                                                                   |
| 15             | Deutsche Rentenversicherung Bayern Süd (Niederbayern-Oberpfalz)                                                                       |
| 16             | Deutsche Rentenversicherung Rheinland-Pfalz                                                                                           |
| 17             | Deutsche Rentenversicherung Saarland                                                                                                  |
| 18             | Deutsche Rentenversicherung Nordbayern (Ober- und Mittelfranken)                                                                      |
| 19             | Deutsche Rentenversicherung Nord (Hamburg)                                                                                            |
| 20             | Deutsche Rentenversicherung Nordbayern (Unterfranken)                                                                                 |
| 21             | Deutsche Rentenversicherung Schwaben                                                                                                  |
| 23             | Deutsche Rentenversicherung Baden-Württemberg (Württemberg)                                                                           |
| 24             | Deutsche Rentenversicherung Baden-Württemberg (Baden)                                                                                 |
| 25             | Deutsche Rentenversicherung Berlin-Brandenburg (Berlin)                                                                               |
| 26             | Deutsche Rentenversicherung Nord (Schleswig-Holstein)                                                                                 |
| 28             | Deutsche Rentenversicherung Oldenburg-Bremen                                                                                          |
| 29             | Deutsche Rentenversicherung Braunschweig-Hannover (Braunschweig)                                                                      |
| 38             | Deutsche Rentenversicherung Knappschaft-Bahn-See (Wirtschaftsbereich Bahn)                                                            |
| 39             | Deutsche Rentenversicherung Knappschaft-Bahn-See (Wirtschaftsbereich Seefahrt)                                                        |
| 40             | Zentrale Zulagenstelle für Altersvermögen (Zulagenummer nach § 90 I 2 EStG)                                                           |
| 42–79          | Deutsche Rentenversicherung Bund (Bereichsnummer entspricht Bereichsnummer des Gebietes des Regionalträgers und Addition der Zahl 40) |
| 80             | Deutsche Rentenversicherung Knappschaft-Bahn-See (Berlin, Bremen, Hamburg, Niedersachsen, Westfalen und Schleswig-Holstein)           |
| 81             | Deutsche Rentenversicherung Knappschaft-Bahn-See (Hessen und Rheinprovinz)                                                            |
| 82             | Deutsche Rentenversicherung Knappschaft-Bahn-See (Baden-Württemberg, Bayern, Rheinland-Pfalz und Saarland)                            |
| 89             | Deutsche Rentenversicherung Knappschaft-Bahn-See (Brandenburg, Mecklenburg-Vorpommern, Sachsen-Anhalt, Sachsen und Thüringen)         |

Bei Versicherungsnummernvergaben lässt sich aus der Bereichsnummer zwar ableiten, welchem Rentenversicherungsträger die Versicherungsnummer zum Zeitpunkt der Vergabe zugeordnet wurde; da der Kontenführer – der zuständige Rentenversicherungsträger – aber im Laufe der Zeit wechseln kann, ohne dass die Nummer deshalb angepasst wird, ist eine Ableitung des aktuell zuständigen Rentenversicherungsträgers aus der Versicherungsnummer nicht möglich. Über die Vergabe und die Zuordnung ist die/der Versicherte jedoch zu informieren.
Im genannten fiktiven Beispiel handelt es sich um einen am 7. Juni 1949 geborenen männlichen Versicherten, dessen Geburtsname mit C beginnt und dessen Versicherungsnummer von der Deutschen Rentenversicherung für die Region Niederbayern-Oberpfalz vergeben wurde.

### Berechnung der Prüfziffer
Zur Berechnung der Prüfziffer wird zunächst der an der neunten Stelle vorkommende Buchstabe durch eine zweistellige Zahl ersetzt, welche die Position des Buchstabens im deutschen Alphabet kennzeichnet (A=01, B=02, …, J=10, … Z=26). Hierdurch entsteht eine zwölfstellige Dezimalzahl. Deren Ziffern werden – an der vorderen Stelle beginnend – mit den Faktoren 2, 1, 2, 5, 7, 1, 2, 1, 2, 1, 2 und 1 multipliziert. Von den auf diese Weise entstandenen Produkten wird die Quersumme gebildet, und die Quersummen werden addiert. Von dieser Summe wird der Rest bei der Division durch 10 bestimmt (mathematisch: Summe modulo 10). Dies ergibt eine Zahl zwischen 0 und 9, welche die Prüfziffer bildet und als zwölfte Stelle an die Versicherungsnummer (elfstellig ohne Prüfziffer und mit dem Buchstaben an der neunten Stelle) angehängt wird.

## Änderung
Jede Person behält grundsätzlich die Versicherungsnummer, die ihr vom Rentenversicherungsträger zugewiesen worden ist.
Eine Änderung erfolgt, wenn eine Nummer versehentlich mehrfach vergeben worden ist. In diesem Fall erhalten alle betroffenen Personen neue Versicherungsnummern und die alten Nummern entfallen. Hat eine Person versehentlich mehrere Versicherungsnummern, werden alle bis auf eine stillgelegt.
Die Versicherungsnummer kann auf Antrag geändert werden, wenn sich das eingetragene Geburtsdatum als falsch erweist (§ 33 a SGB I) oder die versicherte Person eine Vornamens- und Personenstandsänderung nach dem Selbstbestimmungsgesetz durchführen lässt. Voraussetzung für die Änderung aufgrund eines falschen Geburtsdatums ist allerdings die Vorlage eines bestätigenden Dokuments, das vor der Beantragung der Versicherungsnummer erstellt wurde. Entsprechende Rechtsprechung des Bundessozialgerichtes, auch gegenüber ausländischen Versicherten, wurden vom Europäischen Gerichtshof bestätigt (B 13 RJ 31/96 R vom 17. Februar 1998, 8 KN 7/95 vom 31. März 1998; C-211/98, C-102/98).

## Verwendungsbeschränkungen
Die Versicherungsnummer darf grundsätzlich nur von den Rentenversicherungsträgern verwendet werden. Andere Sozialversicherungsträger (Krankenkassen, Pflegekassen und Unfallversicherungsträger), Behörden und Unternehmen dürfen die Nummer nur in bestimmten, gesetzlich klar definierten Fällen nutzen. Dies war allerdings nicht immer so.

### Entwicklung und Hintergrund
Anfangs wurde die Rentenversicherungsnummer auch von anderen datenverarbeitenden Stellen verwendet, insbesondere von den Krankenkassen. Viele Behörden und Arbeitgeber nutzten die Versicherungsnummer als Ordnungs- und Identifikationsmerkmal. Die Rentenversicherungsnummer wurde so mehr und mehr zu einem allgemeinen Personenkennzeichen. Mit ihrer Hilfe hätte man die bei den verschiedenen Stellen gespeicherten personenbezogenen Daten zu einem Gesamtbild der Person zusammenführen können. Dieses Gesamtbild wäre umso detaillierter geworden, je mehr Stellen die Versicherungsnummer als Personenkennzeichen verwendet hätten. Am Ende hätte möglicherweise ein perfektes Persönlichkeitsprofil gestanden.
Dieser Entwicklung wurde 1983 durch das Bundesverfassungsgericht Einhalt geboten. Das Gericht stellte im so genannten Volkszählungsurteil unter anderem fest, dass ein einheitliches Personenkennzeichen, das eine umfassende Registrierung und Katalogisierung der Bürger durch die Zusammenführung verschiedener Datenbestände ermöglicht, mit dem Menschenbild des Grundgesetzes unvereinbar und daher verfassungswidrig ist.
Der Gesetzgeber war damit indirekt aufgefordert, die Verwendung der Versicherungsnummer stärker zu regulieren. Ein Totalverbot kam aus praktischen Erwägungen nicht in Betracht: Die Sozialversicherungsträger waren auf die elektronische Datenverarbeitung und damit auf Personenkennzeichen angewiesen, außerdem mussten die Arbeitgeber die Daten ihrer Beschäftigten so übermitteln, dass sie von den Sozialversicherungsträgern sinnvoll und unbürokratisch verarbeitet werden konnten. In diesem Spannungsfeld zwischen Datenschutz und rationeller Datenverarbeitung entschied sich der Gesetzgeber 1988/1989 mit der Einführung der §§ 18f und 18g im Vierten Buch Sozialgesetzbuch und der Neufassung des § 290 im Fünften Buch Sozialgesetzbuch für einen Kompromiss.

### Rechtslage

#### Spezielle Regelungen
Seit 1989 darf die Versicherungsnummer nur noch eingeschränkt und unter bestimmten Voraussetzungen verwendet werden.
Die Sozialversicherungsträger, die Bundesagentur für Arbeit, die Künstlersozialkasse und bestimmte Versorgungsträger dürfen die Versicherungsnummer auch weiterhin verhältnismäßig frei nutzen, sofern dies zur personenbezogenen Zuordnung der Daten und zur Erfüllung der Aufgaben der Sozialversicherung erforderlich ist. Eine Einschränkung besteht nur für die Krankenkassen: Sie dürfen die Rentenversicherungsnummer seit 1992 nicht mehr als Krankenversichertennummer verwenden.
Andere Stellen der Sozialverwaltung, zum Beispiel die Träger der Sozialhilfe, die Hauptzollämter und die Kassenärztlichen Vereinigungen, dürfen die Versicherungsnummer nur noch zur Datenübermittlung an die oben genannten Sozialversicherungsträger und Stellen verwenden. Entsprechendes gilt für alle anderen Behörden, Gerichte, Arbeitgeber oder sonstige Dritte. Diesen Stellen ist es untersagt, die Versicherungsnummer zu benutzen, um ihre Dateien danach zu ordnen oder für den Zugriff zu erschließen. Dies gilt auch dann, wenn die betroffene Person in die Verwendung einwilligt. Eine solche Einwilligung wäre unwirksam.
So darf beispielsweise ein Arbeitgeber die Rentenversicherungsnummer seines Beschäftigten speichern, um diese zusammen mit anderen personenbezogenen Daten an die Einzugsstelle der Sozialversicherung zu übermitteln. Andernfalls hätte die Einzugsstelle möglicherweise Schwierigkeiten, die Daten einem konkreten Versicherten zuzuordnen. Der Arbeitgeber darf die Versicherungsnummer aber nicht zugleich als Personalnummer verwenden.
Trotz dieses eindeutigen gesetzlichen Verbots wurde die Versicherungsnummer auch nach 1989 noch für andere Zwecke verwendet. So speicherte der Hauptverband der gewerblichen Berufsgenossenschaften die Versichertennummer noch bis 1995 in einer zentralen Berufskrankheiten-Datenbank, obwohl der Verband bereits 1993 auf die Unzulässigkeit der Speicherung hingewiesen worden war. Der Bundesbeauftragte für den Datenschutz hat diesen vorsätzlichen Gesetzesverstoß daraufhin förmlich gerügt. Seit 1997 ist die Nutzung der Versicherungsnummer durch die Berufsgenossenschaften detailliert im Siebten Buch Sozialgesetzbuch – Gesetzliche Unfallversicherung – geregelt.

#### Allgemeine Regelung
Die Versicherungsnummer ist, da sie persönliche Angaben über den Versicherten enthält, ein personenbezogenes Sozialdatum. Sie unterliegt daher dem Sozialgeheimnis. Dies bedeutet, dass die Verwendung der Versicherungsnummer zusätzlich den datenschutzrechtlichen Beschränkungen des Zehnten Buches Sozialgesetzbuch unterliegt.

## Vergleichbare Identifikatoren in anderen Ländern

### Österreich
In Österreich wurde durch die 21. Novelle zum ASVG vom 15. Dezember 1967 der Hauptverband der österreichischen Sozialversicherungsträger beauftragt, für alle der Sozialversicherung unterliegenden Personen einheitliche Versicherungsnummern zu vergeben. Ab dem 1. Mai 1971 verfügte der Hauptverband über eine eigene EDV-Anlage, mit der die Vergabe und Speicherung der Versicherungsnummern erfolgen konnte. Diese waren zehnstellig (z. B. 1028110433 für eine am 11. April 1933 geborene Person) und wie folgt aufgebaut::415–417
| Stelle | Bedeutung                     | Beispiel |
| ------ | ----------------------------- | -------- |
| 1–3    | laufende Nr.                  | 102      |
| 4      | Prüfziffer                    | 8        |
| 5–6    | Geburtstag des Versicherten   | 11       |
| 7–8    | Geburtsmonat des Versicherten | 04       |
| 9–10   | Geburtsjahr des Versicherten  | 33       |

Die an der vierten Stelle stehende Prüfziffer wird wie folgt berechnet. Zunächst werden die Stellen der laufenden Nummer mit den Faktoren 3, 7 und 9 sowie die Stellen des Geburtsdatums mit 5, 8, 4, 2, 1 und 6 multipliziert. Die hierbei entstehenden Produkte werden addiert. Der Rest, der bei der Division der Summe durch 11 entsteht, bildet die Prüfziffer, welche als vierte Stelle in die Versicherungsnummer eingefügt wird. Damit der Divisionsrest 10 (der nicht durch eine Ziffer darstellbar ist) nicht entstehen kann, werden nur geeignete laufende Nummern vergeben (d. h. solche, die nur zu zwischen 0 und 9 liegenden Divisionsresten führen).:416 Beispiel für die laufende Nummer 102 und das Geburtsdatum 110433:
{\displaystyle \underbrace {1\cdot 3+0\cdot 7+2\cdot 9} _{\text{ lfd. Nr. }}+\underbrace {1\cdot 5+1\cdot 8+0\cdot 4+4\cdot 2+3\cdot 1+3\cdot 6} _{\text{ Geburtsdatum }}=63}
63 geteilt durch 11 ist gleich 5 Rest 8 (also Prüfziffer 8).
Für die laufende Nummer waren drei Stellen ausreichend, da es seinerzeit in Österreich nicht mehr als 400 Geburten pro Tag gab. Für die Speicherung des Geburtsdatums erwog man, Tag und Monat als laufende Nummer des Tages im Jahr zu codieren, wofür drei Stellen ausgereicht hätte (d. h. für 1. Februar statt 0102 die Angabe 032). Man verwarf dies jedoch wegen der schlechten Lesbarkeit sowie des Einflusses von Schaltjahren auf nach dem 28. Februar liegende Datumsangaben (z. B. für 1. März 060 in Nicht-Schaltjahren, aber 061 in Schaltjahren).:415
Eine Hilfsdatei enthielt Angaben über Staatsbürgerschaft sowie Suchbegriffe. Ab Oktober 1977 wurde eine eigene Datenbank mit einem zentralen Suchindex nach der Kölner Phonetik aufgebaut.:415

### Schweiz
In der Schweiz hat die Versicherungsnummer die Bezeichnung AHV-Nummer (französisch: NSS, numéro de sécurité sociale), siehe Alters- und Hinterlassenenversicherung/ AHV-Nummer.